# Pakt antykominternowski
Pakt antykominternowski – układ podpisany 25 listopada 1936 roku w Berlinie przez przedstawicieli rządów Niemiec i Japonii.

## Historia
Celem zawarcia paktu była koordynacja działań przeciwko Międzynarodówce Komunistycznej – organizacji utworzonej w Moskwie w 1919 roku, z zadaniem kierowania działalnością partii komunistycznych i podporządkowania ich partii radzieckiej. Tajny protokół dołączony do układu zobowiązywał sygnatariuszy do zachowania neutralności, gdyby jedna ze stron znalazła się w stanie wojny z ZSRR.
6 listopada 1937 roku do paktu dołączyło Królestwo Włoch, a później (do 1941 roku): Królestwo Węgier, Mandżukuo, Państwo Hiszpańskie, Carstwo Bułgarii, Dania, Finlandia, Królestwo Rumunii, rządy Państwa Chorwackiego, Republiki Słowackiej oraz marionetkowy chiński rząd Wang Jingweia w Nankinie. Pakt ten był podstawą późniejszych umów wojskowych zawieranych między Niemcami i Włochami (pakt stalowy z 1939 roku) oraz Japonią (pakt trzech z 1940 roku), których celem było uzyskanie światowej hegemonii i przeciwstawienie się państwom alianckim.
Polska została zaproszona do dołączenia do paktu w lutym 1937 roku podczas spotkania marszałka Rydza-Śmigłego z Hermanem Göringiem. Ponownie zaproszenie wysłano również w listopadzie 1937 roku. Odpowiedź władz polskich była odmowna.